# Hnúšťa
Hnúšťa (maďarsky Nyustya, do roku 1960 Hnúšťa-Likier) je město na středním Slovensku, v Banskobystrickém kraji. Žije zde přibližně 6 800 obyvatel.

## Poloha
Město se nachází na řekách Rimava a Klenovská Rimava, v Slovenském rudohoří, cca 22 km od Rimavské Soboty a cca 44 km od Brezna na silnici I/72.

## Historie

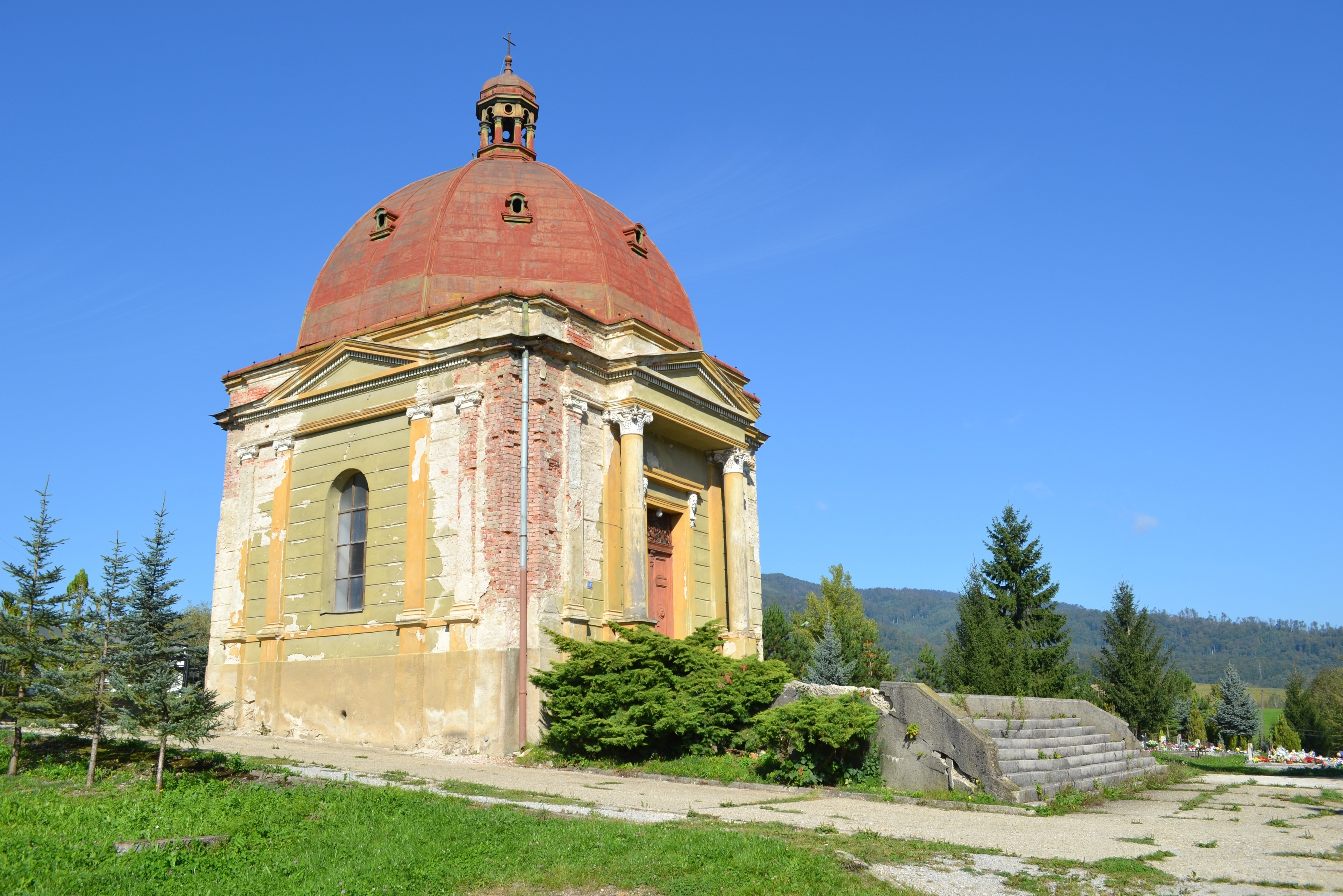
Kaple s kryptou v Hnúšti postavená roku 1902

První písemná zmínka o městě pochází z roku 1334. Samostatná Hnúšťa vznikla spojením vesnic Hnúšťa a Likier v roce 1960.

## Administrativní členění
- Brádno (32 obyv. v roce 2005)
- Hačava (325 obyv, v roce 2005)
- Hnúšťa (5 339 obyv. v roce 2005)
- Likier (1 559 obyv. v roce 2005)
- Polom (77 obyv. v roce 2005)

- Osady: Brezina, Grúnik, Maša, Mútnik, Pri majeri, Skálie

## Osobnosti
- Ján Francisci-Rimavský, slovenský spisovatel a státník, se zde narodil v roce 1822.
- Ján Valach, slovenský varhaník, dirigent a skladatel, se zde narodil v roce 1925.